# Evergestis infirmalis
Evergestis infirmalis ist ein Schmetterling aus der Familie der Crambiden (Crambidae).

## Merkmale
Die Falter erreichen eine Flügelspannweite von 22 bis 26 Millimeter, wobei die Weibchen etwas kräftiger und größer als die Männchen sind. Kopf und Körper sind graubraun, das Abdomen ist schwach gebändert. Die Stirn (Frons) ist flach gewölbt. Die Labialpalpen sind sehr kurz. Sie überragen den Kopf nur wenig und sind nach unten gerichtet. Die Maxillarpalpen stehen deutlich sichtbar hervor. Die Fühler sind nur sehr kurz bewimpert. Die Vorderflügel sind fahl strohfarben und fleckig mit dunklen graubraunen Schuppen gesprenkelt. Auffällige Zeichnungsmerkmale sind die gezähnte Antemedianlinie und die S-förmige Postmedianlinie, die sich fahl vom gesprenkelten Hintergrund abheben. An der Costalader zeigt ein dunkler Fleck den Beginn der Postmedianlinie an. Im fahlen Bereich der Zelle befindet sich ein großer dunkler Nierenfleck. Das Saumfeld ist zwischen den Adern mit länglichen Halbmonden gezeichnet. Die Fransenschuppen sind strohfarben und in der basalen Hälfte stark kariert. Die Hinterflügel sind weißlich strohfarben und außen dunkler, die Postmedianlinie ist gekrümmt. Im fahlen Bereich zwischen der Postmedianlinie und dem Analwinkel befindet sich häufig ein kleiner dunkler Fleck. Die Fransenschuppen sind ebenso gefärbt wie diejenigen des Vorderflügels. Die Flügelunterseite ist weißlich strohfarben und entlang der Flügeladern dunkler. Auf der Vorderflügelunterseite ist der Diskalfleck scharf abgegrenzt, die Postmedianlinie und die Saumlinie sind deutlich ausgebildet.
Bei den Männchen ist der Uncus leicht bauchig und am Apex mit einem Büschel federartiger Borsten und einigen kurzen, zapfenförmigen Borsten versehen. Der Gnathos ist schlank, Zähne sind nur sehr schwach angedeutet. Die Valven sind an der Basis und an der Spitze etwas geweitet. Die Costa und der vordere Rand sind an der Basis leicht verdickt. Das Klammerorgan (Clasper) besteht aus einigen steifen, haarartigen Borsten. Der Aedeagus ist schlank, der distale Teil ist stachlig und mit zwei kleinen Cornuti-Gruppen versehen.
Bei den Weibchen ist das Corpus bursae unregelmäßig kugelförmig. Die Signa sind groß und erstrecken sich über das gesamte Corpus bursae. Der Ductus bursae ist breit und leicht eingeschnürt. Er weitet sich vor dem schwach sklerotisierten Colliculum.

### Ähnliche Arten
- Evergestis caesialis (Herrich-Schäffer, 1849), Unterscheidungsmerkmale siehe dort.

## Verbreitung
Evergestis infirmalis ist in Griechenland, im europäischen Teil Russlands, in der Türkei und in Syrien verbreitet.

## Biologie
Die Präimaginalstadien (Ei, Raupe, Puppe) sind unbekannt. In Griechenland fliegen die Falter im Juli.

## Systematik
Aus der Literatur sind folgende Synonyme bekannt:
- Botys infirmalis Staudinger, 1870
- Scopolia helenalis Staudinger, 1870

## Belege
1. 1 2 3 4 5 6  Barry Goater, Matthias Nuss, Wolfgang Speidel: Pyraloidea I (Crambidae, Acentropinae, Evergestinae, Heliothelinae, Schoenobiinae, Scopariinae). In: P. Huemer, O. Karsholt, L. Lyneborg (Hrsg.): Microlepidoptera of Europe. 1. Auflage. Band 4. Apollo Books, Stenstrup 2005, ISBN 87-88757-33-1, S. 74 (englisch).
2. ↑  Staudinger, Otto (1870): Beitrag zur Lepidopterenfauna Griechenlands. Horae societatis entomologicae rossicae 7: S. 3–304
3. ↑  Evergestis infirmalis bei Fauna Europaea. Abgerufen am 9. Januar 2013
4. ↑  Global Information System on Pyraloidea (GlobIZ). Abgerufen am 9. Februar 2013.